# عدي براكاش
عدي براكاش (بالهندية: उदय प्रकाश) (و. 1952  م) هو مؤلف، وصحفي، وكاتب، ومنتج أفلام هندي، ولد في ماديا براديش.

## جوائز
حصل على جوائز منها:
- جائزة المنافسة العامة  [لغات أخرى]‏ (1946)
- قائد الفنون والآداب

## وصلات خارجية
- عدي براكاش على موقع IMDb (الإنجليزية)

- عدي براكاش في قاعدة بيانات الأفلام على الإنترنت